# Erzbistum Straßburg
Das Erzbistum Straßburg (lat.: Archidioecesis Argentoratensis oder Argentinensis) ist ein immediates Erzbistum der römisch-katholischen Kirche in Frankreich mit Sitz in Straßburg.
Sein Gebiet umfasst die Region Elsass, besteht also aus den Départements Bas-Rhin (Unterelsass) und Haut-Rhin (Oberelsass).

## Geschichte

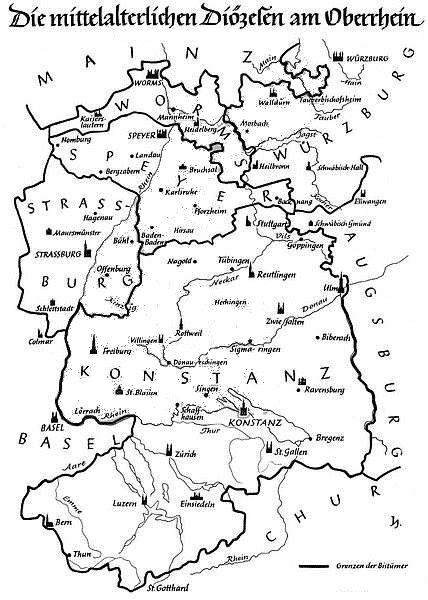
Abgrenzung des Bistums im Mittelalter

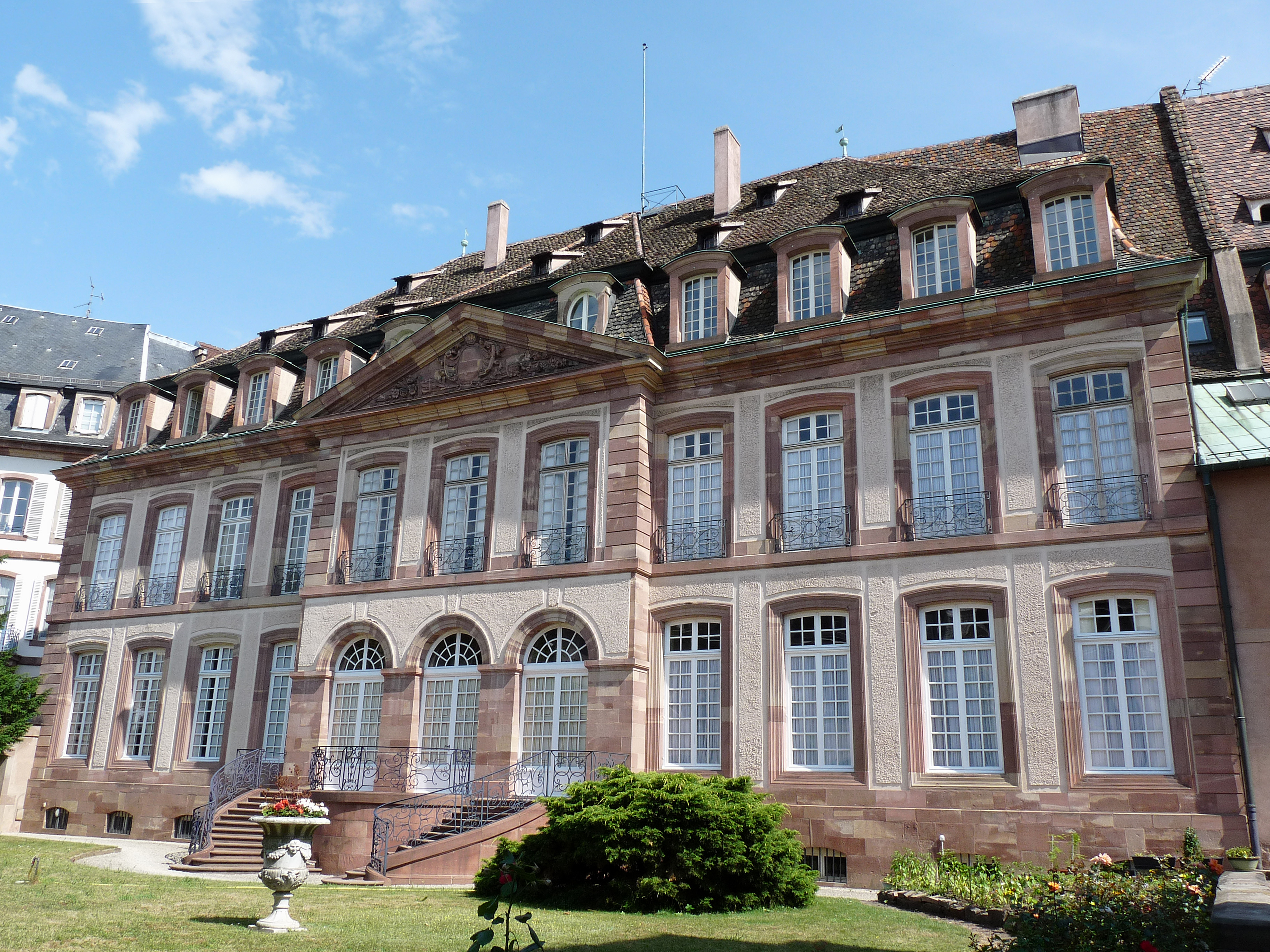
Sitz des Erzbistums an der Rue Brûlée

Das schon 343 erwähnte Bistum Straßburg gehörte seit der Karolingerzeit der Kirchenprovinz Mainz an. Nach der im 12. Jahrhundert erfolgten Aufgliederung in acht Archidiakonate, welche alle dem Domkapitel angehörten, zählte das Bistum im 15. Jahrhundert 448 Pfarreien in 14 Dekanaten. Aufgrund der Reformation verringerte sich die Zahl der Pfarreien jedoch im 17. Jahrhundert auf 162.
Bereits im 10. Jahrhundert erwarb der Bischof das Münzrecht und die Grafenwürde und konnte sich im Laufe der Jahrhunderte ein Territorium aufbauen. Das Hochstift Straßburg war zwar sehr zersplittert, hatte jedoch eine Größe von 1400 km². Die Residenz des Bischofs, der für seine französischen Ländereien seit 1687 dem König von Frankreich den Lehnseid leistete, befand sich vorwiegend in Dachstein oder Zabern.
Das Domkapitel wurde 888 als Marienbruderschaft der Domkirche gegründet und erlangte schon zu Beginn des 11. Jahrhunderts auch seine wirtschaftliche Selbständigkeit vom Bischof. Nachdem die Zahl seiner Mitglieder ursprünglich zwischen 30 und 50 variierte, wurde sie 1364 auf 24 festgesetzt. Diese mussten seit dem 13. Jahrhundert wenigstens Freiherren sein und mütterlicher- wie väterlicherseits 16 Ahnen aufweisen können.
Um 1262 versuchte der Bischof, die Rechte der Stadt Straßburg zu beschneiden. Es kam zum offenen Krieg mit den Bürgern; am 8. März 1262 wurde Bischof Walter von Geroldseck in der Schlacht von Hausbergen entscheidend geschlagen und die Stadt erlangte ihre Unabhängigkeit vom Hochstift Straßburg. In der Folge entwickelte sie sich zu einer Freien Reichsstadt.
Als die alten Familien des Elsass im 15. Jahrhundert erloschen, stand das hochadlige Kapitel nur noch landfremden Kandidaten offen. Der letzte elsässische Domherr soll 1456 verstorben sein. Die zum Teil massiven Auseinandersetzungen wurden im 15. Jahrhundert auch auf dem Konzil von Basel ausgetragen. Angesichts der knappen Ressourcen kam es 1650 zu einer Aufteilung des Kapitels in zwölf Kapitularkanoniker mit dem Bischofswahlrecht und den schlechter dotierten übrigen zwölf Domherren.
Nach der 1681 erfolgten Eroberung Straßburgs durch Frankreich und der endgültigen Annexion 1697 im Frieden von Rijswijk setzte umgehend eine massive Rekatholisierung ein. Eine kurz vor 1700 durchgeführte Statutenrevision erleichterte den Adelsnachweis, so dass man nun auch Franzosen aufnehmen konnte.
Im Gefolge der Französischen Revolution kam es auch im Bistum zu bedeutenden Umbrüchen. Der letzte Fürstbischof floh nach Ettenheim; 1803 wurde im Reichsdeputationshauptschluss auch der rechtsrheinische Teil des Hochstifts aufgelöst.
Nach dem Deutsch-Französischen Krieg 1870/71 fiel das Bistum (wie das gesamte Elsass und Teile Lothringens) an Deutschland. Das Bistum wurde den deutschen Bistümern gleichgestellt, galt jedoch immer als ein Ausnahmegebiet. Seit der Rückkehr an  Frankreich (Versailler Vertrag 1919) gelten wieder die Regelungen des napoleonischen Konkordats, das im übrigen Frankreich 1905 gekündigt worden war. Gemeinsam mit dem Bistum Metz bildet es daher ein kirchliches Ausnahmegebiet Frankreichs und erhält mit diesem, im Gegensatz zu den sonstigen Bistümern des Landes, eine Kirchensteuer. Außerdem werden der Straßburger und der Metzer Bischof zwar de facto von der französischen Bischofskonferenz und vom Papst ausgewählt, aber nominell vom französischen Staatspräsidenten ernannt. Am 1. Juni 1988 wurde das Bistum anlässlich eines Besuchs von Papst Johannes Paul II. zum Erzbistum erhoben, ohne jedoch Sitz eines Metropoliten zu werden.